# Proctonotidae
Proctonotidae Gray, 1853 è una famiglia di molluschi nudibranchi appartenente alla superfamiglia Proctonotoidea. costituiscono il secondo phylum del regno animale.

## Tassonomia
La famiglia comprende i seguenti generi:
- Caldukia Burn & M. C. Miller, 1969
- Proctonotus Alder & Hancock, 1844